# Object Management Architecture
Die Object Management Architecture (OMA) (engl. „Objektverwaltungsarchitektur“) ist eine von der Object Management Group (OMG) ausgearbeitete Spezifikation einer Architektur für verteilte, objektorientierte Anwendungen auf Basis von CORBA.
Die OMA definiert eine Reihe von Schnittstellenstandards:
- CORBA spezifiziert die zentrale Komponente der Architektur – den Object Request Broker (Objekt-Anforderungs-Vermittler), auch Objektbus genannt. Der Objektbus handhabt den Nachrichtenaustausch und übermittelt Anforderungen (Requests) und Antworten in der verteilten Umgebung und ist so die Basis für Interoperabilität (Verträglichkeit) in heterogenen Netzwerken. Konkrete Implementierungen sind z. B. PolyORB, der quelloffene JacORB oder VisiBroker von Borland.

- Eine weitere Komponente der OMA sind Object Services. Diese unterstützen die Kommunikation zwischen Objekten und beinhalten z. B. Namenservice, Zeit, Sicherheit, Abfrage usw. Sie stellen eine Erweiterung des Busses auf Systemniveau dar.

- Die Common Facilities spezifizieren eine Reihe nützlicher Funktionen wie z. B. Fehlerbehandlung, Drucken, Benutzerschnittstelle, Task Management usw.

- Domain Services stellen Dienste für spezielle Anwendungsgebiete bereit (z. B. für das Rechnungswesen; konkrete Beispiele sind CORBAfinancials, CORBAmed).

- Application Objects sind die spezifisch für die konkreten Anwendungen erzeugten Objekte und nicht standardisiert.

Allgemein unterscheidet man zwischen horizontalen d. h. anwendungsunabhängigen und allgemeinen Diensten einerseits, und vertikalen d. h. anwendungsabhängigen und spezifischen Diensten andererseits.